# Fortaleza da Guia

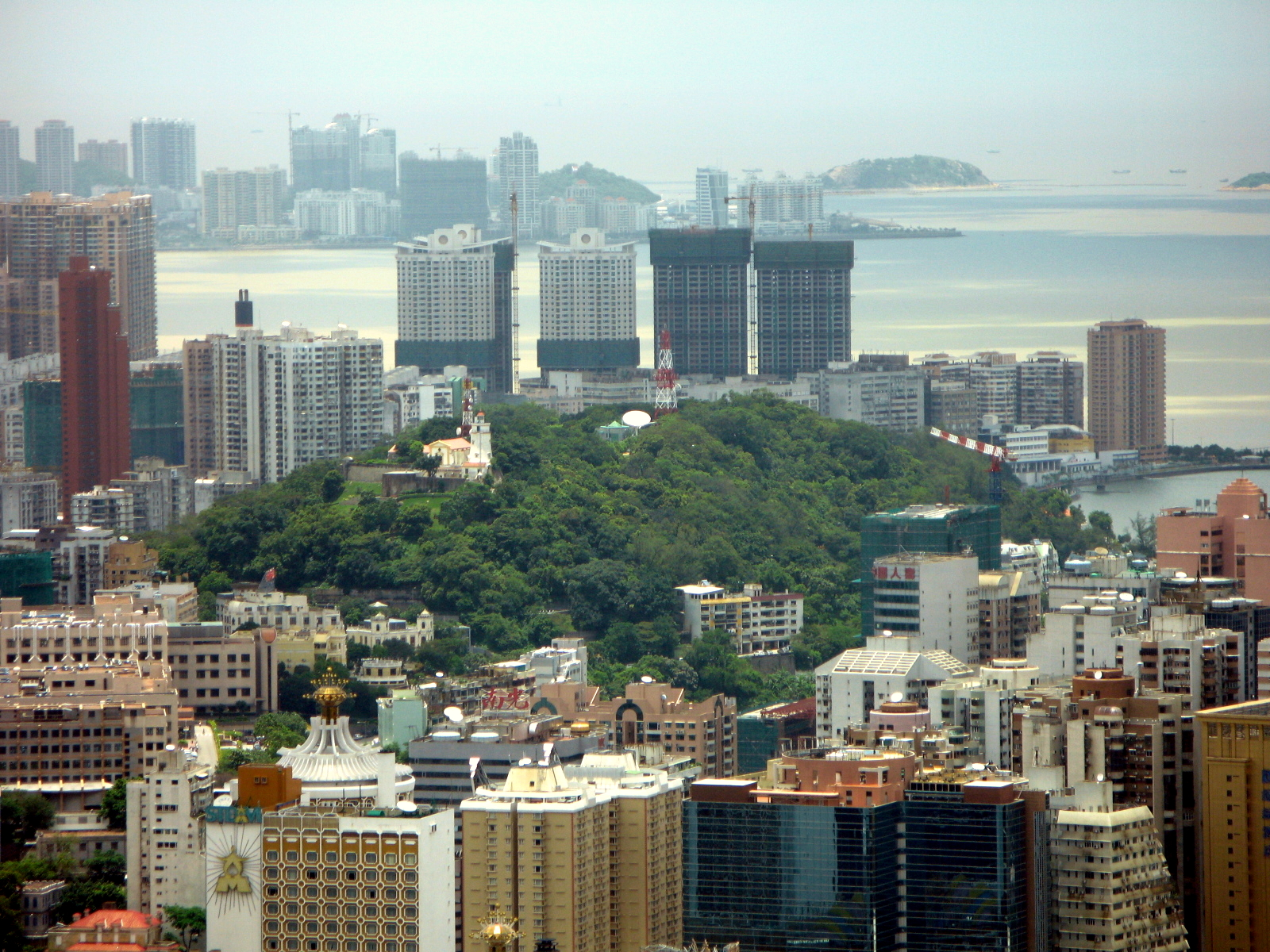
Fortaleza da Guia, mellan höghus i Macao

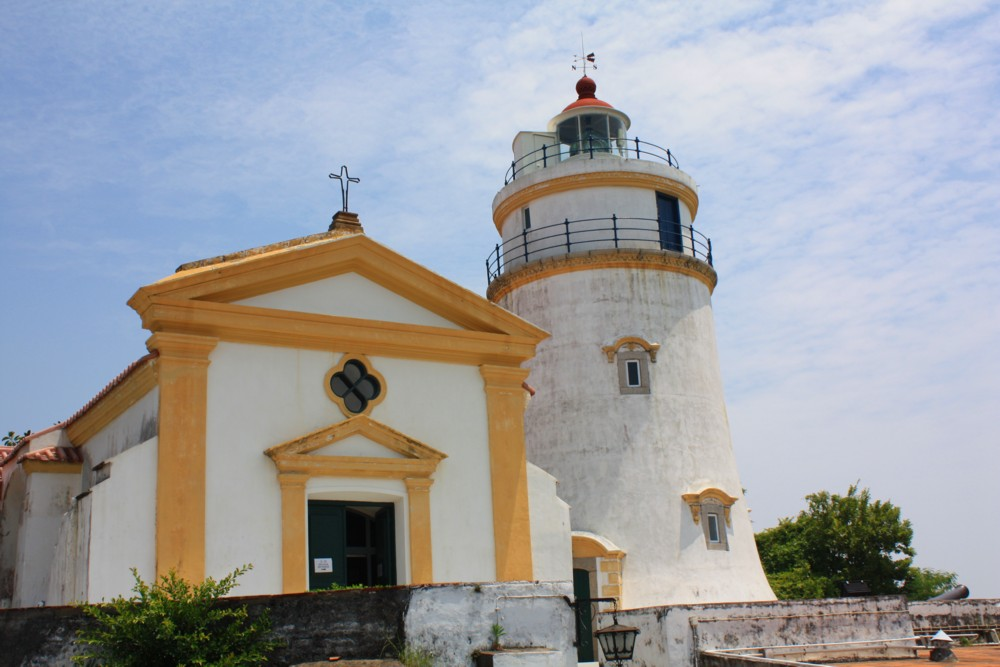
Kapellet Nossa Senhora da Guia och fyren

Fortaleza da Guia (kinesiska: 東望洋炮台) är en fästning från 1600-talet i Macao i Kina som numera är ett kapell och en fyr. Fortet kapellet byggdes mellan 1622 och 1638.  Fyren byggdes 1864–1865, och var den första fyren i Östasien som byggdes i västlig stil. Fyren är 91 meter hög och ligger på Macaohalvöns högsta punkt.